# La Chaux-en-Bresse
La Chaux-en-Bresse là một xã của tỉnh Jura, thuộc vùng Bourgogne-Franche-Comté, miền đông nước Pháp.